# الرابوص (مسلسل)
مسلسل دراما من تاليف حمزة العامر وتمثيل بسام كوسا
و دانه جبر وعبد المنعم عمايري وكندا حنا.

## قصة
تدور أحداث المسلسل في إطار من الرعب والتشويق، حيث يتتبع المسلسل جرائم عديدة ومشاكل مجتمعية مختلفة يقع فيها أبطال المسلسل تحت ضغوط أو أمراض نفسية معينة، ويبقى أثرها يطاردهم في حياتهم كالأشباح.

## فريق العمل

### بطولة
| - بسام كوسا: نايف - أمل عرفة: نادين - عبد المنعم عمايري: عاصي - عمار شلق - نظلي الرواس: سناء - رنا شميس - محمد حداقي: عياش - كندة حنا - سلمى المصري: غادة - بيار داغر: عصام - ماهر شقرا: طارق - ضحى الدبس | - وفاء الموصللي - فايز قزق - حسام تحسين بيك - مرح جبر - جيني أسبر - يامن حجلي - الليث المفتي - نادين قدور - يحيى بيازي - أنطوانيت نجيب: ضيفة شرف - علي كريم: ضيف شرف | - محمد قنوع: ضيف شرف - طلال مارديني - جمال العلي: ضيف شرف - أحمد رافع - فاتن شاهين - إيناس زريق - راكان تحسين بيك - مؤيد خراط - أكرم الحلبي - ميريانا معلولي - دانة جبر | - رغداء هاشم - ليلى بقدونس - سمير الشماط - طوني موسى - سامر الزلم - رانيا الأسعد - طالب عبد الله العزيزي: الشيخ صالح - مازن ست البنين - سارة عواد - نايا الأندلس - سناء سواح |

### إداريون
| - سعيد حناوي:مؤلف - إياد نحاس:مخرج - ريمون أبو عيطة:مساعد مخرج - آلاء مورة لي:مساعد مخرج - سمير عرابي:مدير التصوير السينمائي - بلال قنوع:مدير التصوير | - محمد البرازي:مونتير - سامر شالاتي:مكساج - زوى آرت برودكشن:منتج - نحاس للإنتاج والتوزيع الفني:منتج - يامن ست البنين:منتج فني | - ندى العلي:تصميم الأزياء - نسيم ديب:كلمات الشارة - رضوان نصري:التأليف والتوزيع الموسيقي - حلا نقرور:غناء - سليم الذهبي:الألقاء الشعري |